# Henrietta Larsen
Henrietta Larsen, geborene Henrietta Eleanor Mateer, (* 24. September 1894 in der Nähe von Okobojo, South Dakota; † 1976) war eine US-amerikanische Politikerin (Republikanische Partei). Sie ist besser bekannt als Mrs. L.M. Larsen.

## Werdegang
Über Henrietta Eleanor Mateer ist nicht viel bekannt. Mateer wurde 1894 als Tochter von Clare Vere Brownlee (1868–1958) und Walter Hugh Mateer (1861–1921) im Sully County geboren. Sie hatte neun Geschwister. Zur Schule ging sie in Pierre (Hughes County). Später heiratete sie Lawrence M. Larsen, einen Bankier in Wessington Springs, dem Verwaltungssitz vom Jerauld County.
Von 1939 bis 1940 saß sie für den 16. Bezirk von South Dakota eine Amtszeit lang im Repräsentantenhaus von South Dakota. Dann bekleidete sie von 1943 bis 1947 den Posten als Secretary of State von South Dakota. Ihre ersten Jahre im Amt waren vom Zweiten Weltkrieg überschattet.